# Arthur Blomfield
Arthur William Blomfield (Londra, 6 marzo 1829 – Broadway, 30 ottobre 1899) è stato un architetto e restauratore britannico.

## Biografia

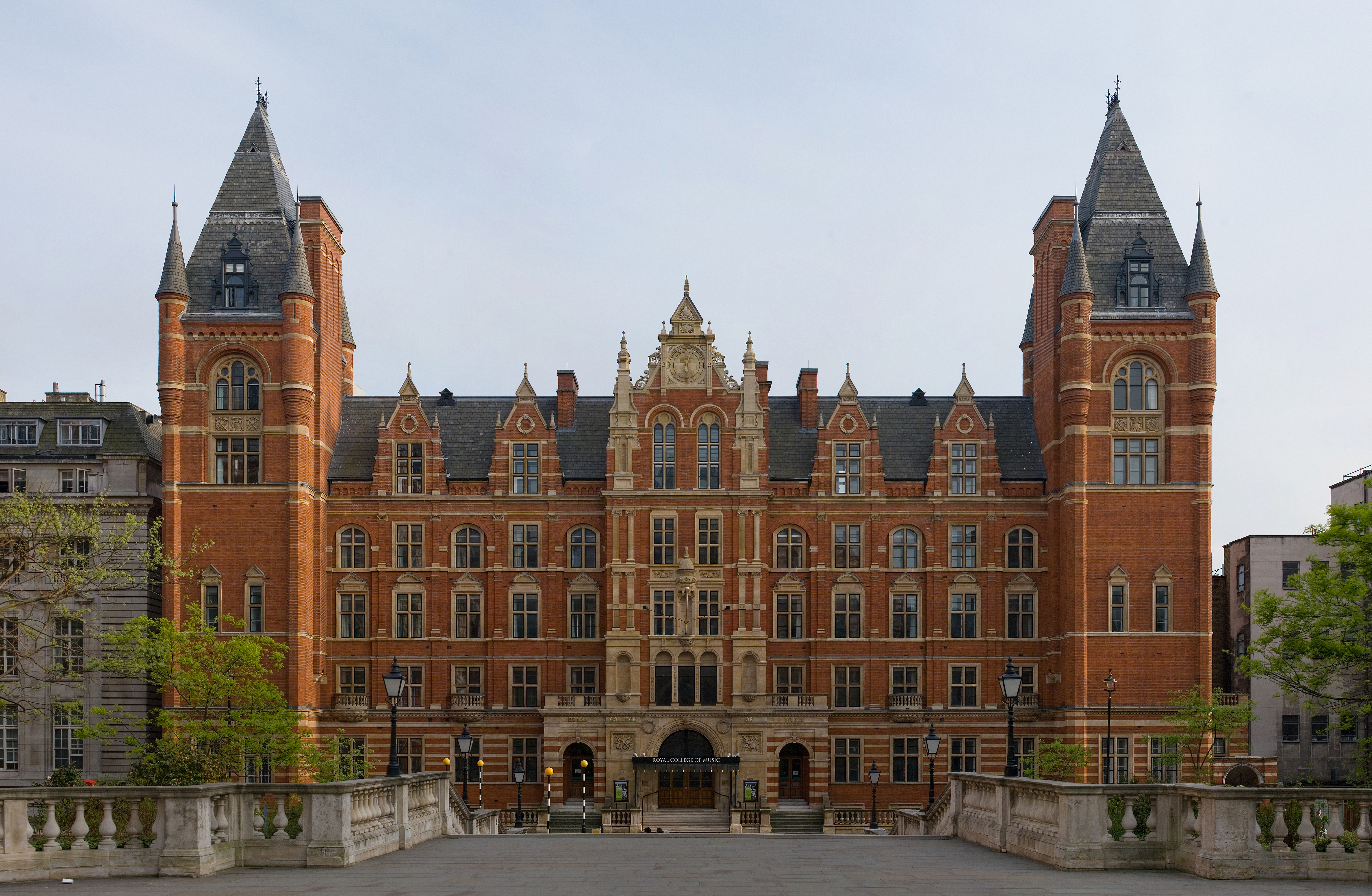
Royal College of Music

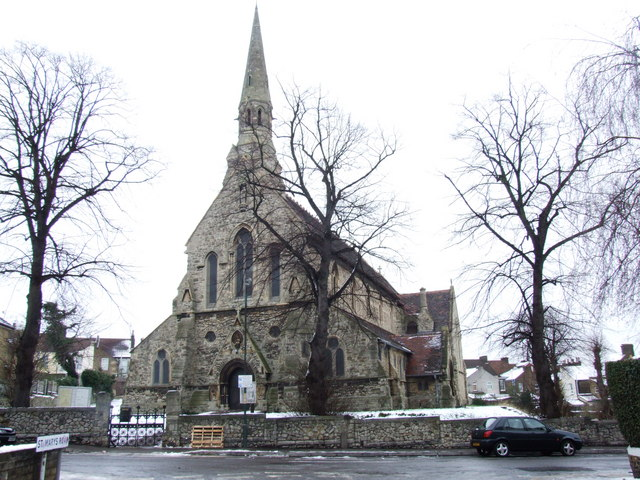
Chiesa di Santa Maria, Strood

Quarto figlio di Charles James Blomfield, vescovo anglicano di Londra, Arthur Blomfield nacque il 6 marzo 1829 a Londra, studiò alla Rugby School e al Trinity College di Cambridge, dove si laureò nel 1851 e nel 1854.
Arthur Blomfield divenne presidente della Architectural Association nel 1861, architetto della Banca d'Inghilterra nel 1883 e vicepresidente del Royal Institute of British Architects (RIBA) nel 1886.Fu eletto membro della Royal Academy of Arts nel 1888 e nominato cavaliere l'anno seguente.
Blomfield fu uno degli ultimi grandi revivalisti gotici. Fu anche un architetto prolifico, specializzato nella costruzione e nel restauro delle chiese. Nelle sue opere seguì lo stile inglese Perpendicualr, della tarda architettura vittoriana nell'ambito stilistico del Tudor ecclesiastico, che giudicava idoneo per i progetti delle chiese, così come i materiali moderni, specialmente il ferro, che usava regolarmente. Il suo stile maturò un linguaggio espressivo in cui ebbero rilevanza il saggio gioco dei volumi, la distribuzione degli spazi interni e il gusto per i particolari accuratamente disegnati.
La sua attività di successo attirò il giovane Thomas Hardy (1840-1928), che diventò un suo allievo dal 1862.
Blomfield costruì il Tribunale reale di Giustizia londinese in collaborazione con George Edmund Street (1824-1881), ultimato da lui dopo la morte del collega nel 1881. 
Tra le sue altre opere si ricordano la grande sala per Charterhouse School a Godalming, Surrey (1885); il ramo dei tribunali della Bank of England (1886-1888) in stile rinascimentale italiano;la Queen's School e la cappella inferiore, Eton College (1889-1891); l'erezione della navata, il portico sud e il transetto sud per San Salvatore (Cattedrale di Southwark) (1890-1897); il Royal College of Music (1894); la chiesa di Sant'Andrea (Surbiton), uno dei migliori esempi di costruzioni ancora esistenti; la chiesa di Santa Maria a Portsea; la chiesa di Tutti i Santi a Brighton; la chiesa di Santa Maria a Walmer; a Londra la chiesa di San Giovanni Battista in Great Marlborough Street e la chiesa di San Giovanni Evangelista in Wilton Road.
Altre sue costruzioni furono il Collegio teologico di Sion all'embankment; la casa annessa alla cattedrale di Westminster, sede amministrativa della chiesa d'Inghilterra; la nuova sala e biblioteca al Lincolns' Inn.
Attiva fu anche la sua attività di restauratore che portò a termine nella chiesa di Tutti i Santi a Carshalton; nella chiesa di San Paolo a Clapham ed in altre chiese.
I suoi figli, Charles James Blomfield e Arthur Conran Blomfield, proseguirono l'attività del padre.
Arthur William Blomfield morì il 30 ottobre 1899.

## Opere
- Chiesa di Tutti i Santi, Windsor, Berkshire (1862–1864);
- Chiesa di Santa Maria, Banbury, Oxfordshire: restaurata (1864)
- Chiesa di Santa Maria, Adwell, Oxfordshire (1865);
- Chiesa di Santa Maria, Binfield, Berkshire (1866);
- Chiesa di Santa Maria, Princes Risborough, Buckinghamshire (1867–1868);
- Chiesa di San Giovanni Battista, Eton Wick, Buckinghamshire (1867–1869);
- Chiesa di Tutti i Santi, Upper Caldecote, Bedfordshire (1868);
- Chiesa di Santa Maria, Strood, Kent (1868)
- Chiesa di Santa Maria Maddalena, Sheet Hampshire (1868–1869);
- Chiesa di San Pietro, Eastgate, Lincoln (1870);
- Chiesa di Santo Stefano, Royal Tunbridge Wells, Kent (1870);
- Chiesa di San Giovanni Battista, Bathwick, Bath (1871);
- Chiesa di San Nicola, Chawton (1872–1873);
- Chiesa di San Giacomo, Ramsden, Oxfordshire (1872);
- Chiesa di Sant'Andrea, Surbiton, Surrey (1872);
- Chiesa di San Giovanni Battista, Crowthorne, Berkshire (1873);
- Chiesa di San Pietro, Netherseal, Derbyshire (1874);
- Chiesa di San Giovanni Battista, Eltham, Kent (1875);
- Chiesa di Sant'Andrea, Collingbourne Ducis, Wiltshire: restaurata (1877);
- Chiesa di Tutti i Santi, Roffey, West Sussex (1878);
- Chiesa di Santa Maria Maddalena, Woodstock, Oxfordshire: restaurata (1878);
- Chiesa di Sant'Andrea, West Sussex (1882)
- Chiesa di San Luca, Brighton, Sussex (1882–1885);
- Chiesa di Santo Stefano, North Mundham, West Sussex (1883);
- Chiesa di Sant'Andrea, Leytonstone, Essex (1886–1893);
- Chiesa di Santa Maria, Walmer, Kent (1887);
- Chiesa di Santa Maria, Rostherne, Cheshire (1888);
- Chiesa di Tutti i Santi, Leatherhead, Surrey (1888);
- Chiesa di San Marco, Bourne End, Buckinghamshire (1889);
- Chiesa di Santo Stefano, Brighton (1889);
- Chiesa di Santa Maria, Liss, Hampshire (1892);
- Chiesa di Santa Maria, Swansea, Glamorgan (1896);
- Chiesa di Tutti i Santi, Leamington Spa (1898–1902).